# Époque standard
En astronomie, l'époque standard correspond à l'époque (c'est-à-dire l'instant) utilisée pour déterminer l'orientation de l'axe des pôles terrestres par rapport à la sphère céleste en vue de déterminer l'origine du système de coordonnées équatoriales, composée de l'ascension droite et de la déclinaison. Depuis 1984, l'époque standard est J2000.0. Auparavant elle était B1950.0.
La nécessité de choisir une époque standard en plus des coordonnées d'un astre provient du fait que le point de référence, qui est le point vernal, change (certes très lentement) au cours du temps en raison de la précession de la Terre autour de son axe de rotation. 